# Vilson Covatti
Vilson Luís Covatti OMM (Frederico Westphalen, 26 de janeiro de 1957) é um advogado e político brasileiro filiado ao Progressistas (PP). Pelo Rio Grande do Sul, foi deputado federal por dois mandatos e estadual por três mandatos, além de vereador de Frederico Westphalen.

## Biografia
Sua esposa, Silvana Covatti, é deputada estadual. Em 2003, Covatti foi admitido pelo presidente Luiz Inácio Lula da Silva à Ordem do Mérito Militar no grau de Oficial especial.

### Controvérsias
Vilson foi citado pelos delatores e entrou na lista do Procurador Geral da República enviada em 6 de março de 2015 ao Supremo Tribunal Federal para investigação dos políticos envolvidos no esquema da Petrobras, investigados pela Operação Lava Jato. Em maio de 2017, o Procurador Geral da República, Rodrigo Janot, pediu o arquivamento da denúncia (fonte: site da Rádio Guaíba) contra os deputados gaúchos do Partido Progressista que haviam sido citados na Lava-a-Jato, entre eles, o ex-deputado Vilson Covatti (fonte: site do jornal NH, do grupo Sinos). Conforme a PGR, não há elementos que comprovem a participação desses parlamentares em esquema de corrupção e lavagem de dinheiro.  
Em 2005 o, então, deputado e seus assessores foram denunciados por formação de quadrilha em esquema que cobrava propina para furar a fila do SUS (Sistema Único de Saúde). 
Em entrevista, o responsável pelas investigações, Ricardo Herbstrith, afirmou: "Uma pessoa foi encaminhada para a nossa promotoria, pela Comissão de Direitos Humanos da Assembléia Legislativa, noticiando exatamente a existência de cobrança para a realização de cirurgias e outros tipos de procedimentos no âmbito do Hospital Cristo Redentor. Essa pessoa denunciava também que havia sido encaminhada a um indivíduo que faria esse agenciamento por meio dos encarregados da pousada Nossa Senhora Apa-recida, um intermediário, que é vinculado ao deputado Vilson Covatti." 
No mesmo ano, Covatti sofreu retaliação da Comissão de Ética Parlamentar do RS por uso indevido dos aparelhos telefônicos do seu gabinete para assuntos que não diziam respeitos à atividade parlamentar. 
Em 2007 o ex-parlamentar foi citado em esquema irregular de compra de selos postais dos Correios que desviou mais de R$ 3,5 milhões. As investigações indicaram que a fraude ocorria com a compra de selos pela Assembléia em valores que chegavam a R$ 80 mil mensais. 
Em 2008, após o Supremo Tribunal Federal proibir a prática de nepotismo, o, então deputado federal, exonerou dois cunhados que trabalhavam em seu gabinete. Em seguida contratou suas respectivas esposas para substituí-los. Criticado por ter explorado uma brecha na lei, Covatti acabou demitindo as funcionárias. 
Em 2021 foi comprovado que a família Covatti mantém escritório político pago com dinheiro da Câmara dos Deputados. O gabinete, montado no centro de Porto Alegre, tem as despesas custeadas com verbas do seu suplente, Ronaldo Santini. Mesmo afastados dos cargos, Vilson Covatti e seu filho, seguiram utilizando verbas de uso exclusivo a quem está no exercício do mandato. De acordo com apuração do jornal Zero Hora, quem dava expediente era o patriarca, Vilson Covatti. A família foi beneficiada com aproximadamente R$ 100 mil em recursos da Câmara. 
Ao longo de seus mandatos, Vilson Covatti também já deu declarações polêmicas a respeito de demarcação de áreas indígenas e quilombolas. Em maio de 2013, durante debates em uma comissão da Câmara, afirmou: "No que depender de mim, demarcação de área quilombola ou indígena só [será feita] se passar por cima do meu cadáver". 